# Лисий Володимир Данилович
Лисий Володимир Данилович — (5 листопада 1893, м. Копичинці, (тепер Гусятинський район, Тернопільська область) — 26 грудня 1966, Детройт, США) — правник, громадський і політичний діяч. Міністр внутрішніх справ в уряді Українського Державного Правління (1941).
Доктор права (1916).

## Життєпис
Володимир Лисий народився в м. Копичинці. Навчався у Львівському і Віденському університетах. Від літа 1917 служив у австрійській армії. У лютому—квітні 1918 — офіцер з доручень австрійського командування при Українській Центральній Раді в Києві. Від січня 1919 працював у Станіславі (нині м. Івано-Франківськ) референтом державного секретаря внутрішніх справ ЗУНР І.Макуха, потім очолював пропагандистський підвідділ розвідувального відділу Начальної команди Української Галицької армії. Восени 1919 — офіцер штабу Головного отамана Армії УНР Симона Петлюри. Від 1923 проживав в Тернополі, працював адвокатом. Брав участь у роботі «Просвіти», Подільського союзу кооперативів, очолював Подільський народний банк. Займався відновленням і розбудовою Української радикальної партії, яка в 1926 партія перейменована в Українську соціалістичну радикальну партію, а Володимир Лисий став заступником голови партії).
У вересні 1939 переїхав до Львова, де за сприяння Кирила Студинського влаштувався співробітником регіонального відділення АН УРСР (нині Західний науковий центр Національної академії наук України). Після проголошення 30 червня 1941 відновлення Української Держави, Володимир Лисий 5 липня 1941 призначений міністром внутрішніх справ в Українському державному правлінні — новоствореному уряді на чолі з Ярославом Стецьком. Після арешту німцями лідерів і розпуску уряду працював у Львові правничим консультантом у різних українських організаціях. Навесні 1944 емігрував на Захід.
Від 1949 переїхав у США в м. Детройт, штат Мічиган. Був одним із засновників Української вільної громади в Америці (1949), секретарем окружної ради Робітничого союзу, головою Федерації американських українців у шт. Мічиган, членом редакції, а потім — головним редактором журналу «Вільна Україна» (Vil'na Ukraïna (Free Ukraine), New York, NY. Quarterly: 1954–1972).
Помер 26 грудня 1966 у м. Детройті.

## Праці
Підготував до друку спомини І.Макуха «На народній службі» (1958).
Опублікував низку власних наукових праць, серед них:
- «Державний статус УРСР в 1917—1923 роках» (1963),
- «Міжнародно-правничий статус України» (1967), а також статті у періодиці і збірниках.